# Путна (Караш-Северін)
Путна (рум. Putna) — село у повіті Караш-Северін в Румунії. Входить до складу комуни Прігор.
Село розташоване на відстані 314 км на захід від Бухареста, 46 км на південний схід від Решиці, 117 км на південний схід від Тімішоари, 146 км на північний захід від Крайови.

## Населення
За даними перепису населення 2002 року у селі проживали 198 осіб, усі — румуни. Усі жителі села рідною мовою назвали румунську.